# Poggersdorf
Poggersdorf (en slovène autochtone Pokrče) est une commune autrichienne du district de Klagenfurt-Land en Carinthie au statut spécifique de « commune de marché » (all. « Marktgemeinde »).

## Géographie

### Localisation géographique
Poggersdorf se situe à l’est de la plaine de Klagenfurt (en allemand Klagenfurter Feld, en slovène Celovško polje), région géographique centrale du pays (le Land), à quelque 10 km à l’est de la capitale régionale de Klagenfurt (en slovène Celovec). Au nord et à l'ouest, c’est le fleuve de la Gurk (en slovène Krka) qui délimite la municipalité, au sud, entre le pont de la Gurk et la localité de Greuth (Rute), c’est la route nationale « Packer Straße », qui délimite sa géographie. En 1920, lors du plébiscite, le fleuve de la Gurk (Krka) fut dans cette région la limite entre les zones A et B (ce que commémorent des plaques sur deux ponts), la zone A, comprenant Poggersdorf (Pokrče) étant encore considérée comme largement slovène.

### Municipalités adjacentes
Nord       = Brückl (Mostič)
Est        = Völkermarkt (Velikovec)
Sud        = Grafenstein (Grabštanj)
Ouest      = Klagenfurt (Celovec)

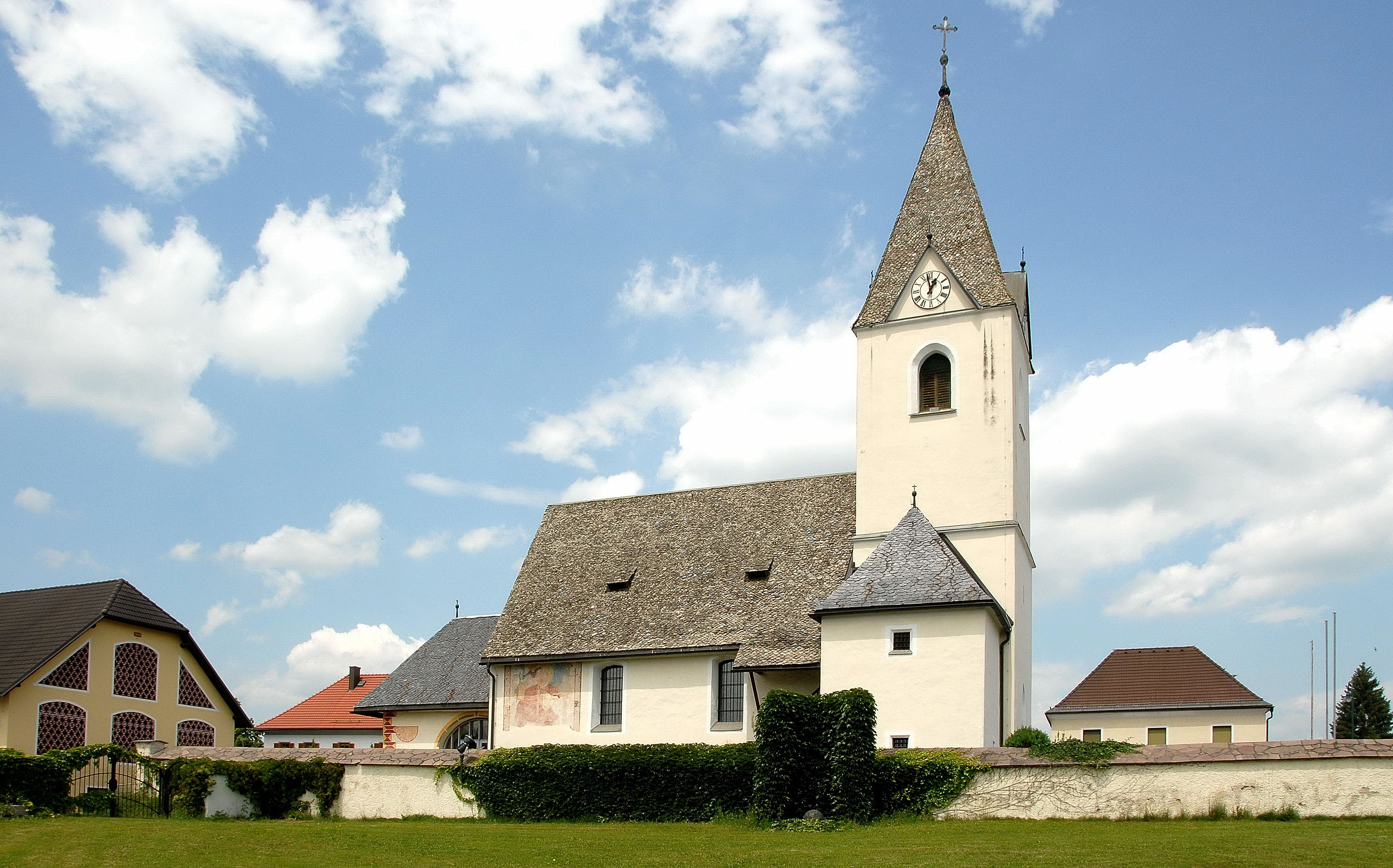
église paroissiale de Poggersdorf (Pokrče).

Nord-Ouest = Magdalensberg (Štalenska gora)

### Structure de la municipalité
La municipalité est composée des quatre unités cadastrale Leibsdorf (Ličja vas), Linsenberg (Lečja gora), Pubersdorf (Pobreže) et St. Michael ob der Gurk (Slovenji Šmihel). La municipalité englobe 24 localités et villages (avec leur nom respectif en slovène, langue autochtone de la région)  ainsi qu’avec, entre parenthèses, le nombre d’habitants au 31. octobre 2011):

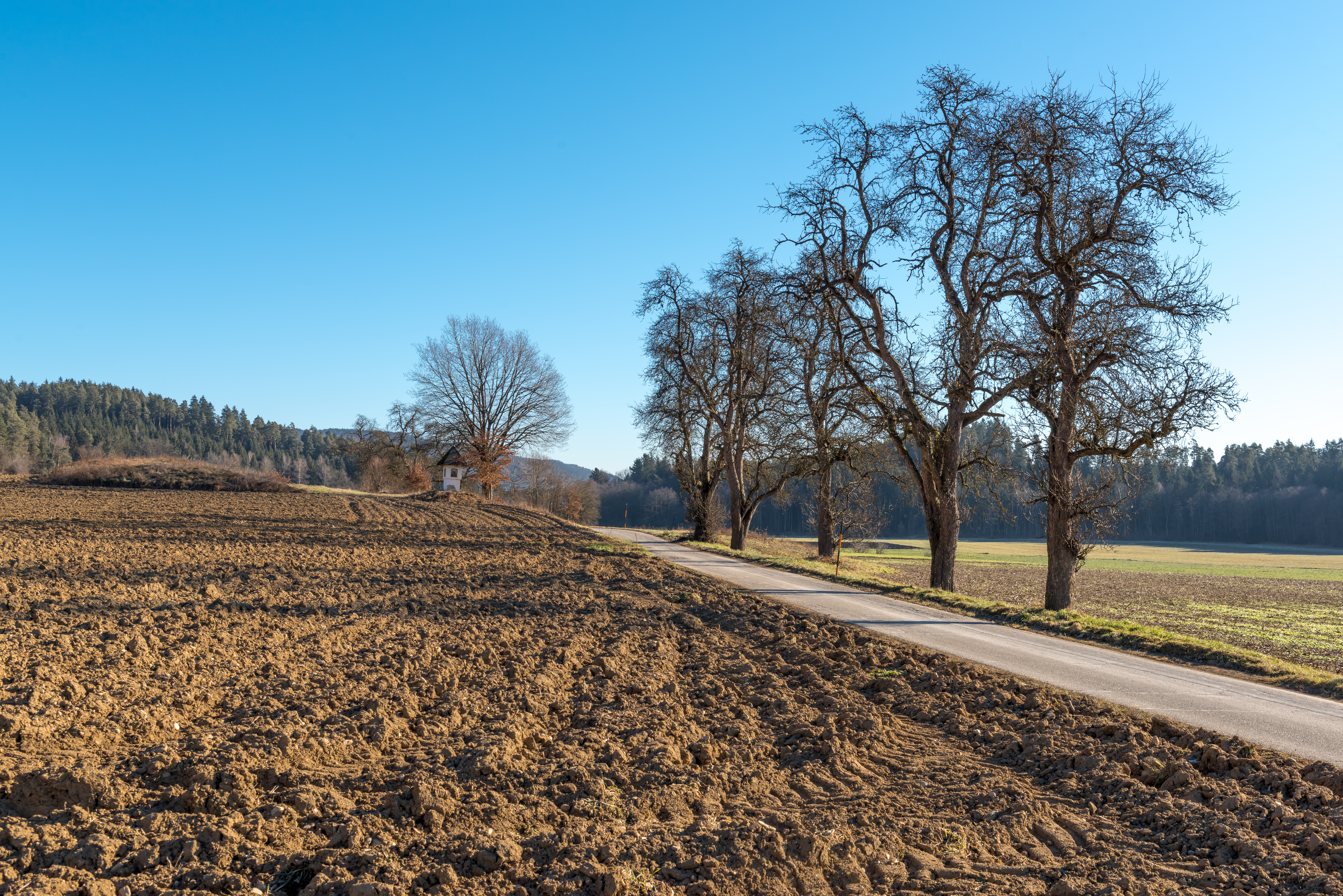
La campagne près de Linsenberg à Poggersdorf. Janvier 2019.
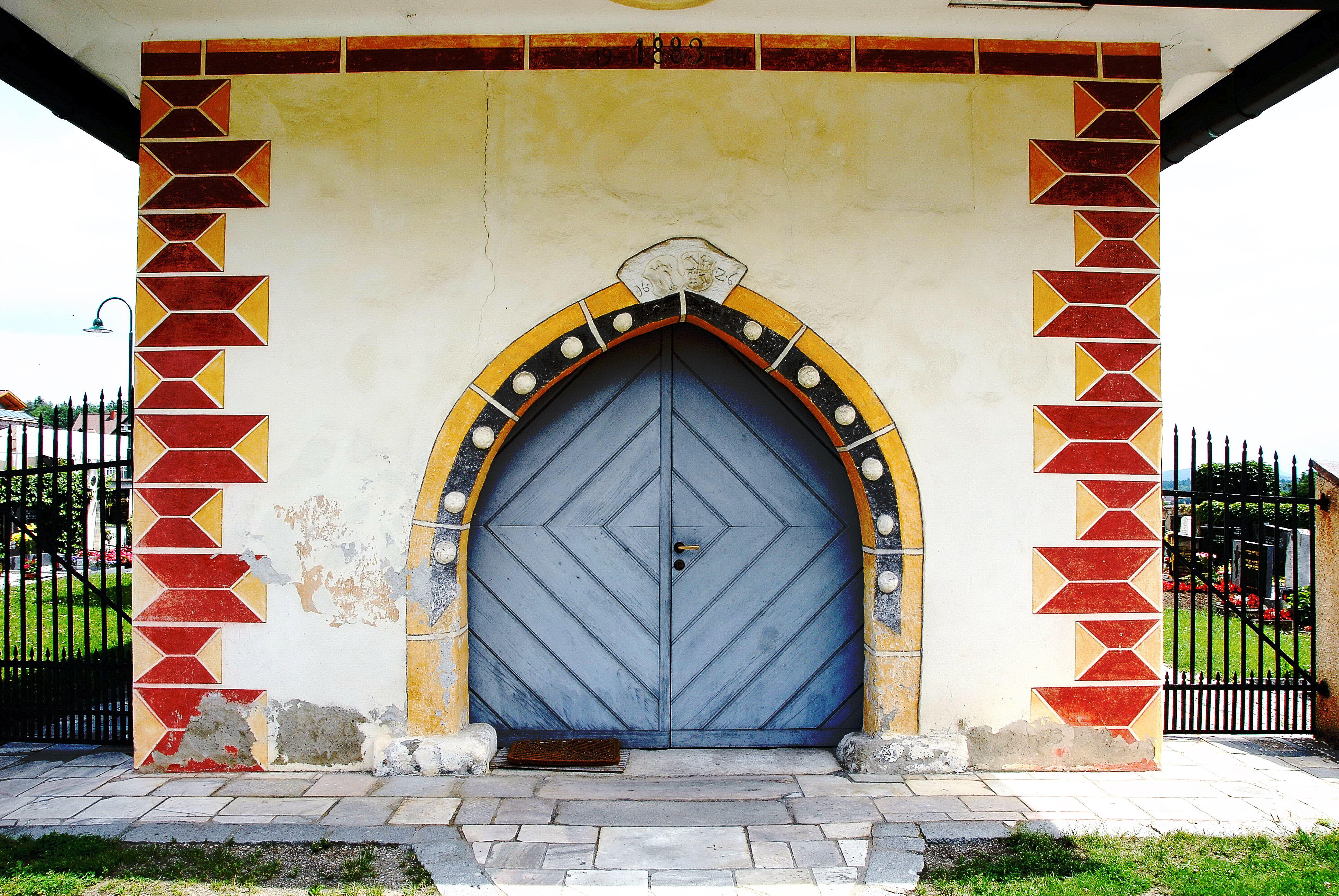
Portail de la paroissiale de Poggersdorfer (Pokrče).
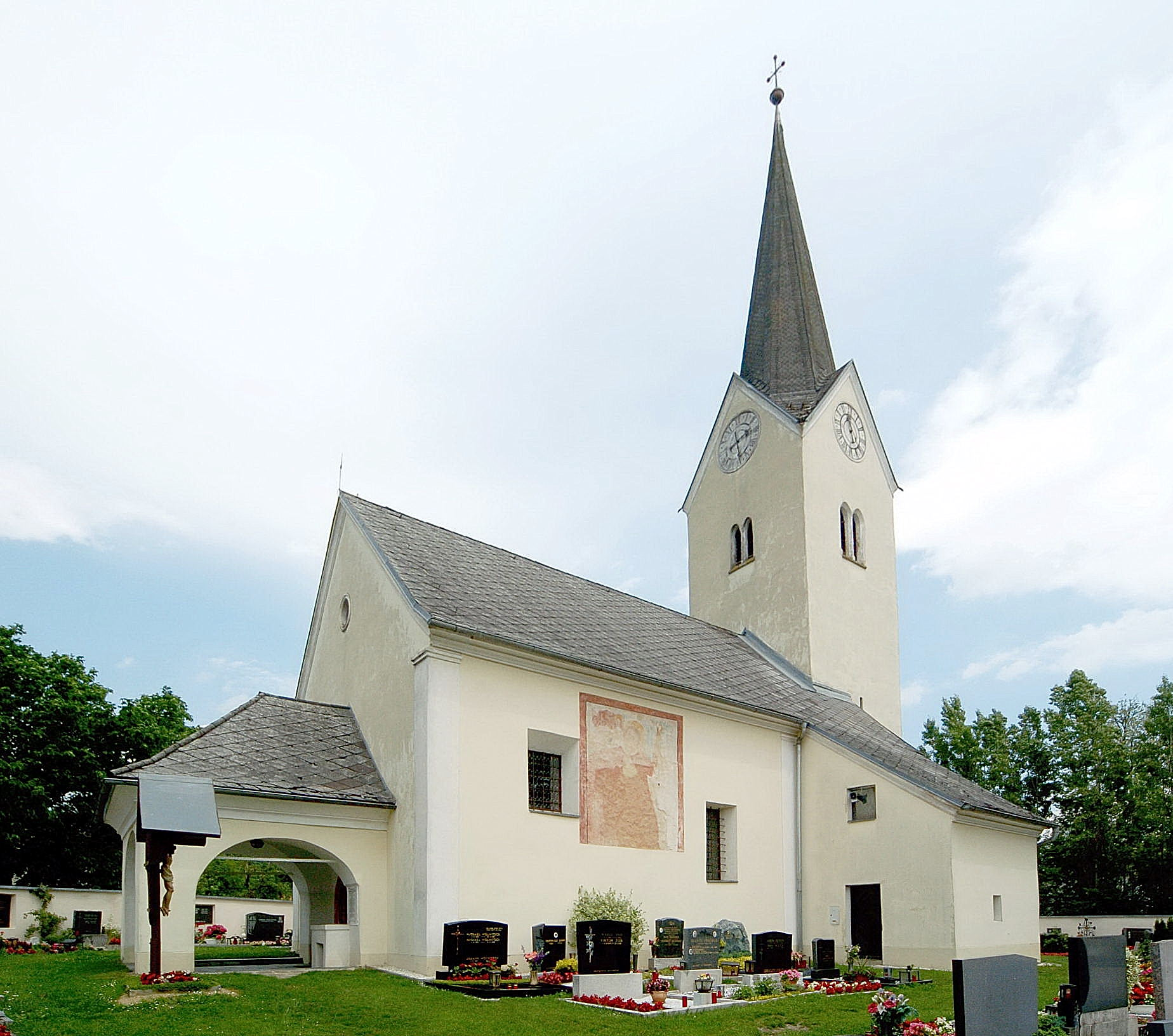
église succursale de Saint Martin à Leibsdorf (Ličja vas).

| - Ameisbichl / Svamene Gorice (13) - Annamischl / Mišlje (13) - Eibelhof / Ovčjak (1) - Eiersdorf / Virnja vas (107) - Erlach / Olše (44) - Goritschach / Goriče (17) - Haidach / Vresje (27) - Kreuth / Rute (21) - Kreuzergegend-Ost / Pri Krajcarju (51) - Kreuzergegend-West / Pri Krajcarju (53) - Krobathen / Hrovače (8) | - Lanzendorf / Vanca vas (121) - Leibsdorf / Ličja vas (611) - Linsenberg / Lečja Gora (41) - Pischeldorf / Škofji Dvor (11) - Poggersdorf / Pokrče (770) - Pubersdorf / Pobreže (536) - Rain / Breg (131) - Raunachmoos / Blato (0) - Sankt Johann / Čajnža vas (40) - Sankt Michael ob der Gurk / Slovenji Šmihel (89) - Ströglach / Stregle (43) - Wabelsdorf / Vabnja vas (323) - Wirtschach / Zvirče (11) |

## Histoire

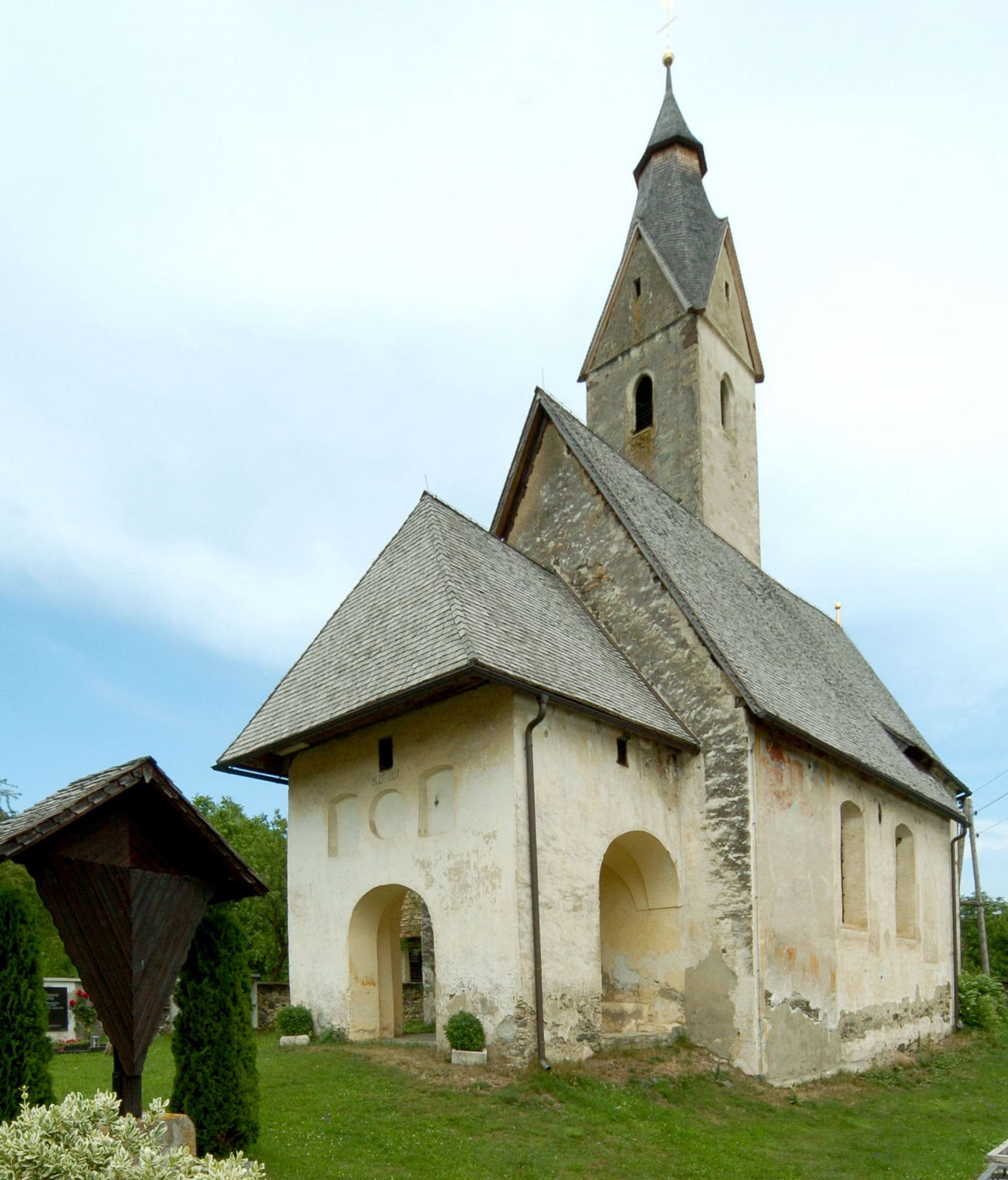
église succursale de Saint Gille à Linsenberg (Lečja gora).

La partie orientale de la plaine de Klagenfurt (Klagenfurter Feld / Celovško polje) appartenait durant son histoire à différents centres de pouvoir. Jusqu’à l’époque avancée du haut Moyen Âge, c’est la couche sociale d’origine carantane slave respectivement slovène des ainsi nommé « Edlinger » (en slovène « kosezi »), qui y représentait un groupe social aux privilèges, se situant entre la féodalité et les paysans et qui avait sa propre justice autonome. C’est dans cette tradition que se développèrent par exemple les domaines de Eibelhof (Ovčjak) ou Wutschein (Bučinja vas), qui sont eux à l’origine des unités cadastrales du même nom.
Le territoire de la municipalité de Poggersdorf/Pokrče appartenait jusqu’à la création des municipalités politiques de type moderne en 1850 au domaine de tribunal de grande instance de Maria Saal (Gospa Sveta). C’est alors que fut constituée la municipalité de « Windisch St. Michael » (Slovenji Šmihel), qui, pour des raisons ethniques – la municipalité ainsi que toute la région furent alors toujours considérées comme slovènes - et administratives changea en 1896 de nom et de centre administratif plus proche de la route magistrale en « Poggersdorf » (Pokrče). Lors de la réforme des structures municipales en 1973, une partie de l’ancienne municipalité de Hörtendorf (Trdnja vas) y fut intégrée.
Lors du dernier recensement à l'époque de l'empire austro-hongorois en 1910, à peu près 59 % de la population de la municipalité Pokrče (Poggersdorf) avaient déclaré le slovène comme langue de communication au quotidien, laissant supposer, que le taux de slovène comme langue maternelle fut largement supérieur.
La municipalité fut caractérisée durant des siècles par l’agriculture, et ce n’est que pendant les dernières décennies que le phénomène des navetteurs vers la capitale régionale prit de l’ampleur. En 2013, la municipalité se vit conférée le statut spécial de « commune de marché » (allemand : « Marktgemeinde »).

## Population
D‘après le recensement de 2001, la population de Poggersdorf s’élève à 2.850, dont 97,8 % ont la nationalité autrichienne et dont 87,5 % sont de confession catholique, 2,9 % protestants, 0,7 % musulmans et 6,2 / sans confession. À Leibsdorf (Ličja vas) se trouve un centre de culte des Témoins de Jéhovah
L’église paroissiale de Poggersdorf ( Pokrče ) ainsi que les églises succursales de Wutschein (Bučinja vas), Wabelsdorf (Vabnja vas) et Eiersdorf (Virnja vas)  sont formellement bilingues (allemand / slovène).

### Dialecte et histoire culturelle slovène

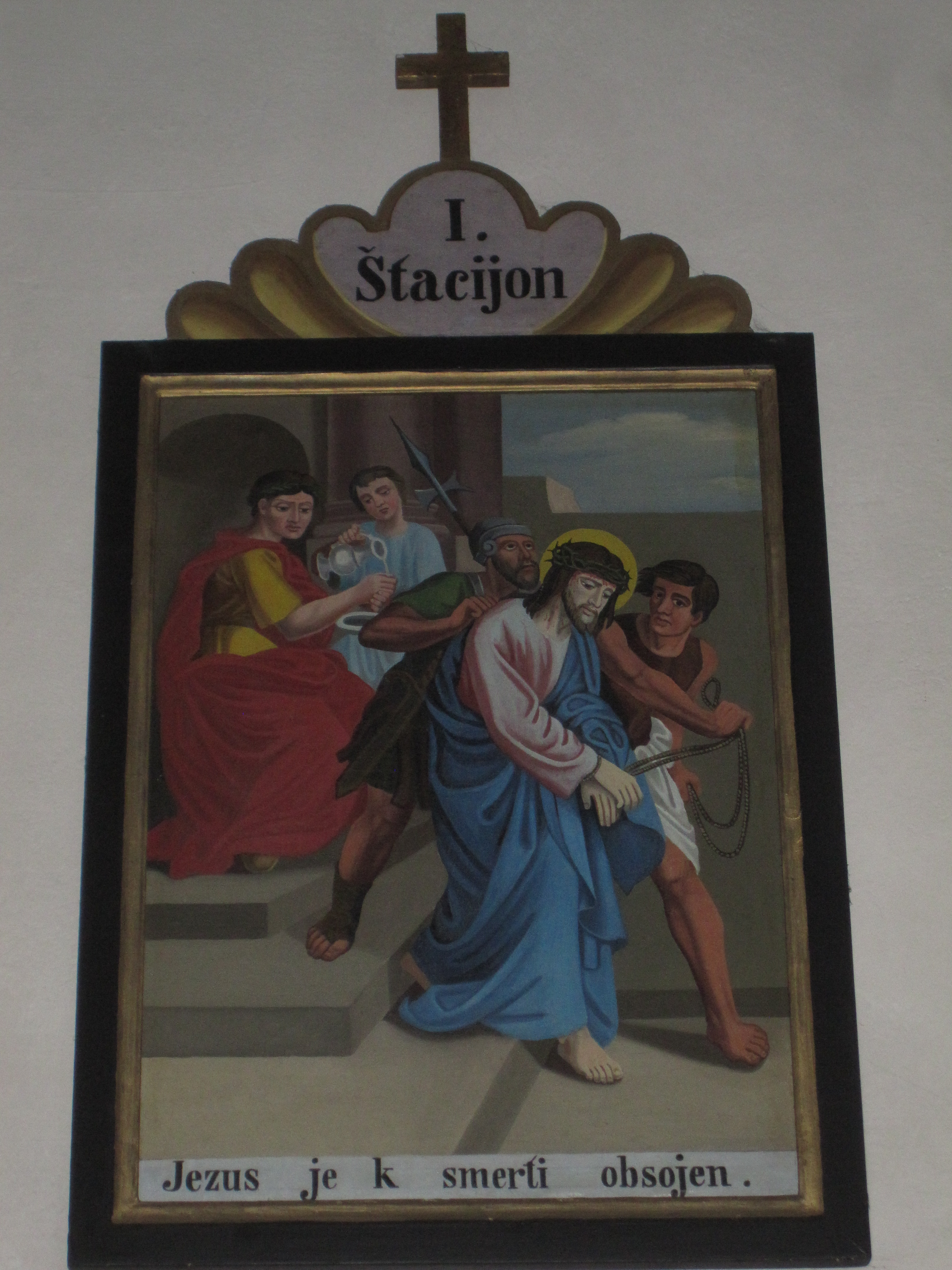
1re station du chemin de croix à Dolina.

La municipalité de Poggersdorf (Pokrče) est aujourd’hui encore bilingue à dominance allemande. Cependant, historiquement, elle appartient au domaine linguistique autochtone slovène de la plaine de Klagenfurt (nommé poljanski govor ou poljanščina Celovškega Polja), qui est un dialecte central respectivement de transition entre les dialectes de la vallée du Rosental (Rož) (respectivement la rožanščina, en allemand Rosentaler Dialekt), dont il fait partie, et le dialecte de la vallée du Jauntal (Podjuna) (respectivement la podjunščina, en allemand Jauntaler Dialekt). Ce dialecte fut initialement identifié dans sa spécificité par Johann Scheinigg en 1882, ce qui fut confirmé par des études dialectologique de terrain par Katja Sturm-Schnabl
Au début du XXe siècle, nombreuses associations slovènes sous l’égide de l’église et en dehors furent créées pour promouvoir la culture slovène et son respect et ses droits, tel des associations scolaires de Saint Cyril et Méthode. Association « Edinost » (Unité) de la paroisse voisine de Saint Thomas (voir Magdalensberg) y développait aussi ses activités.
Lors de purges ethniques des Nazis même avant le début de la Seconde guerre mondiale, toute activité slovène fut interdite, persécutée et les porteurs de culture locale internés au plus tard en avril 1942 dans des camps.

## Culture et sites d’intérêt culturel

### Monuments
- Schloss Rain

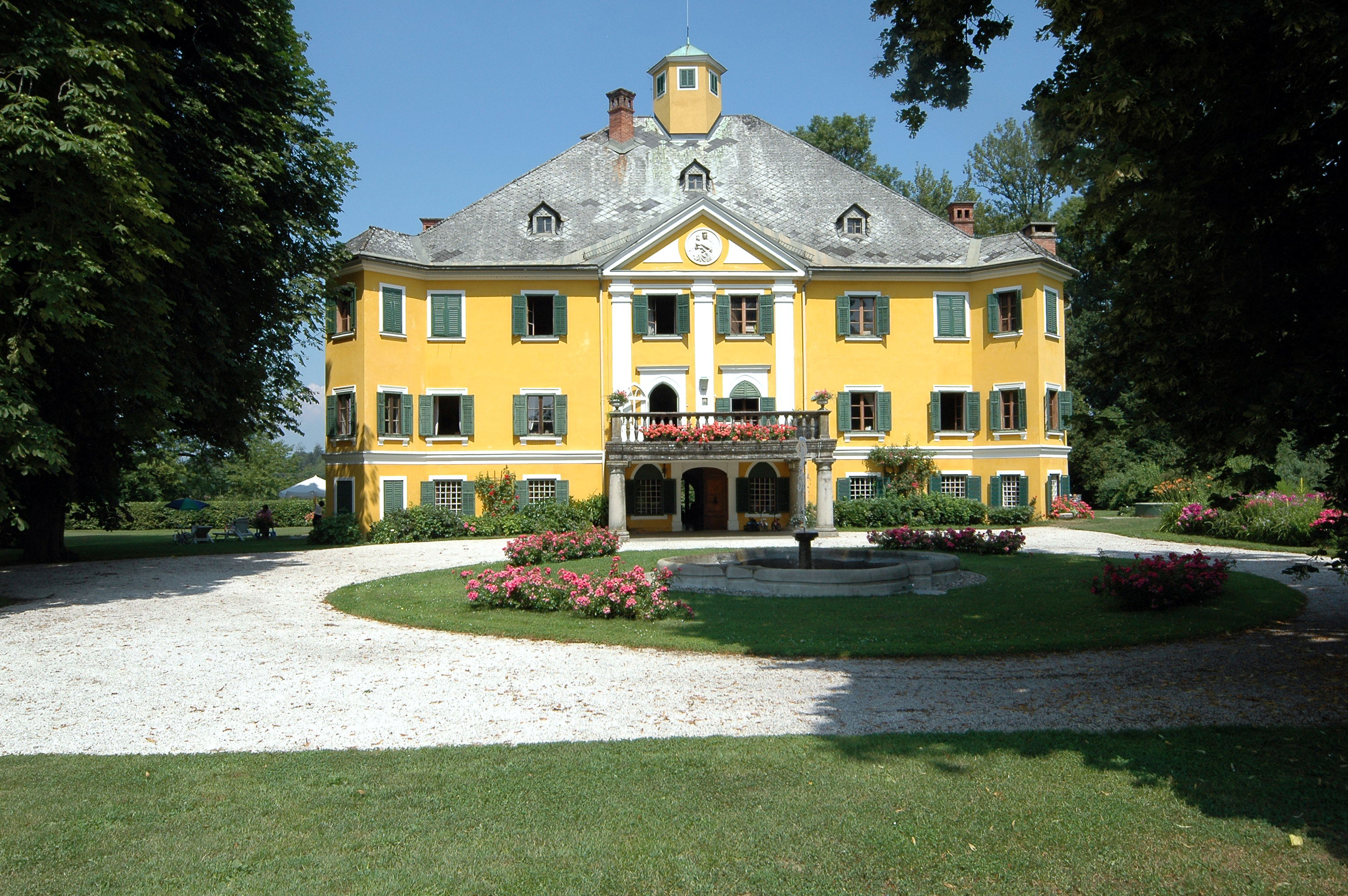
Château de Rain (Breg).

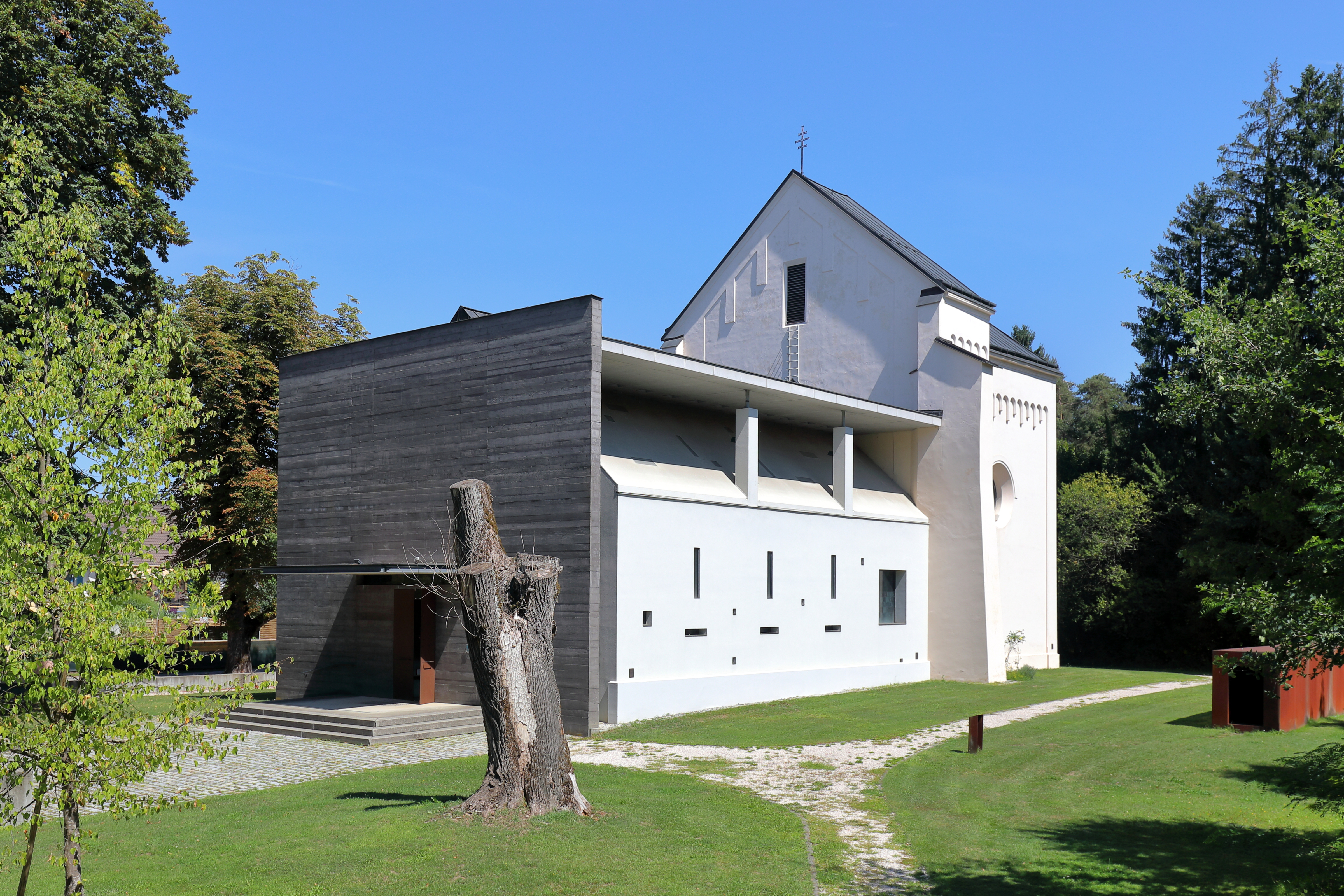
Dolina.

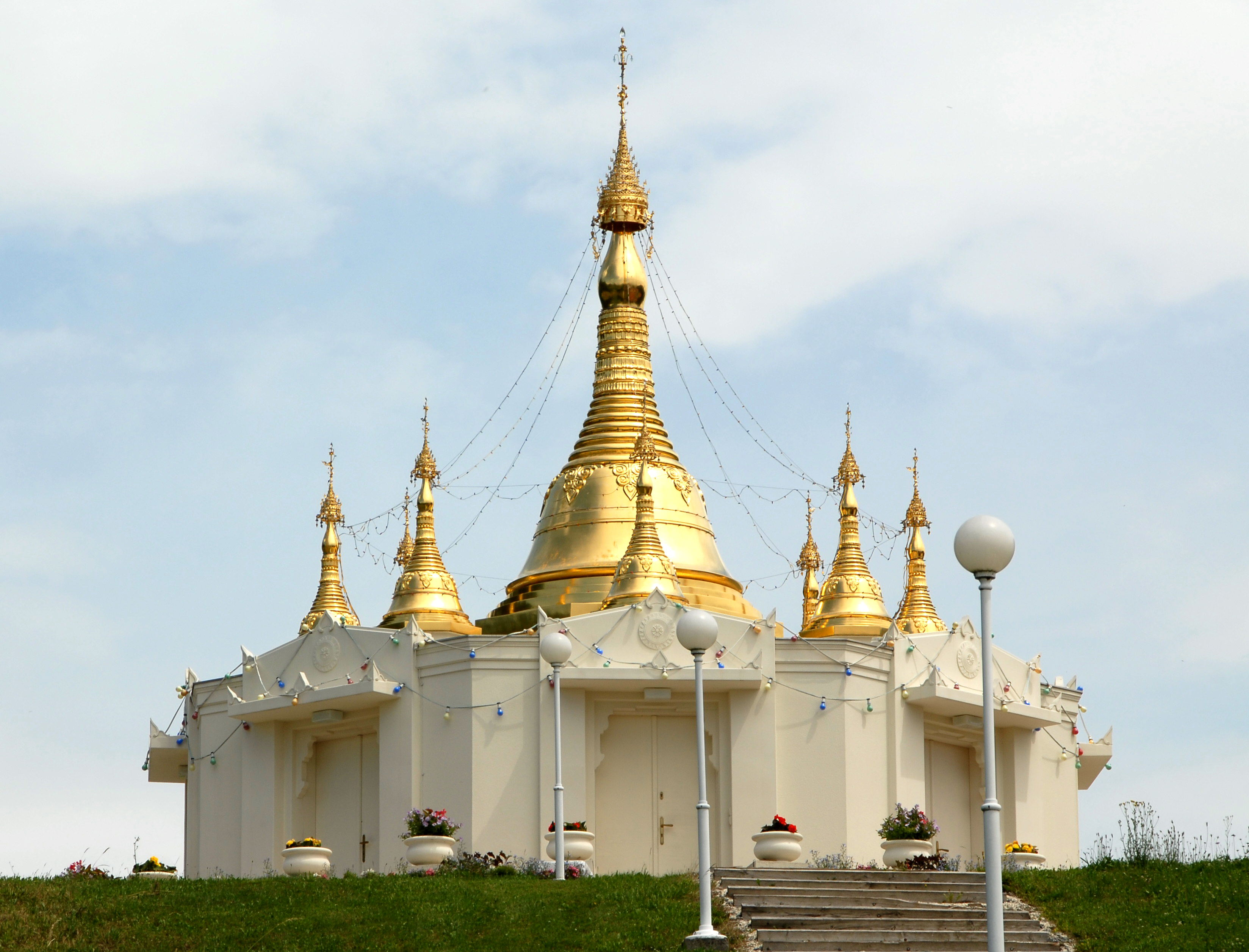
Centre international de méditation en Autriche à Sankt Michael ob der Gurk (Slovenski Šmihel).

- paroissiale de Sankt Michael ob der Gurk (Slovenji Šmihel)
- paroissiale de Poggersdorf (Pokrče) (bilingue), (avec un chemin de croix (via crucis) aux inscriptions en slovène)
  - La paroisse de Poggerdorf (Pokrče) englobe aussi la succursale de Dolina (Dolina) dans la municipalité limitrophe de Grafenstein (Grabštanj), qui est un lieu de pèlerinage régional bilingue très apprécié de culte à la Vierge et qui a des caractéristiques très proches de Fátima au Portugal, mais antérieure. Ainsi, en 1849, cinq fillettes ne parlant que le slovène (à Fatima ce furent 3 enfants), eurent une vision de la Sainte Vierge sur un tronc d’arbre (à Fatima ce fut sur un arbre) dans une forêt. Ceci fut à l’origine d’un culte basé sur l’enthousiasme local et régional et qui prit un nouvel élan avec la construction de l’église en 1860/61. Après la reconstruction vers l’an 2000 dans le cadre de la construction de l’autoroute A2, on y trouve uns synthèse de l’apside et du chœur ancien ainsi que d’une nef modernissime, qui a toutefois gardé son chemin de croix (via crucis) aux inscriptions en slovène et des inscriptions multilingues entre autres slovènes, signe de développements positifs en ce qui concerne le dialogue interethnique dans le pays[10],[11].
- succursale de Wutschein (Bučinja vas) (bilingue)
- succursale de Wabelsdorf (Vabnja vas) (bilingue)
- succursale de Eiersdorf (Virnja vas) (bilingue)
- succursale de Linsenberg (Lečja gora) (avec un chemin de croix (via crucis) aux inscriptions en slovène) ainsi qu’un monument commémoratif pour les morts de la Première Guerre mondiale en slovène également)
- succursale de Leibsdorf (Ličja vas)
- centrale hydroélectrique de Rain (Breg)  (neo-classicisme)
- Centre international de méditation en Autriche à Sankt Michael ob der Gurk (Slovenski Šmihel)

### École élémentaire
Poggersdorf (Pokrče) est muni d'un centre scolaire élémentaire et préélementaire dans le chef-lieu même, l'école élémentaire de Waberlsdorf (Vabnja vas) est catégorisée bilingue en respect des droits de minorités.

### Blason
Le blason de Poggersdorf (Pokrče) a la forme d’un bouclier au fond vert, qui symbolise l’aspect agraire de la municipalité. La pointe noire renversée évoque l’industrie minière locale (Notburgahütte) ainsi que l’extrait de la tourbe dans la localité de Raunachmoss (Blato). Le monument religieux Bildstock représenté est caractéristique de la région tel qu’on en trouve à Wabelsdorf (Vabnja vas), Eisersdorf (Virnja vas), à Linsenberg (Lečja gora) ainsi qu’à Raunachmoos (Blato). La lance et le bâton de bergers symbolise le droit de port d’arme et la culture paysanne des « Edlinger » (« kosezi ») de l’époque carantane médiévale, qui avaient gardés certains de leurs privilèges bien au-delà. La tenaille évoque l’activité minière de fer dans la mine de Notburgahütte.
Le blason et le drapeau furent conférés le 13. février 1996. Le drapeau est vert et jaune et intègre le blason.

## Politique

### Conseil municipal et maire
Le conseil municipal de Poggersdorf (Pokrče) a 19 membres et est constitué, à la suite des élections de 2009, par :
- 12 parti social démocrate SPÖ
- 4 parti populaire ÖVP
- 3 FPK

Maire social-démocrate Arnold Marbek (SPÖ), élu directement.

## Literature
- Chronik der Marktgemeinde Poggersdorf, ed. par: Marktgemeinde Poggerdsorf, réd. Renate Jernej. Klagenfurt, Johannes Heyn éd., 2014,  (ISBN 978-3-7084-0539-1).
- Johann Scheinigg, Die Assimilation im Rosenthaler Dialekt, Ein Beitrag zur Kärntner-Slovenischen Dialektforschung. Erschienen in XXXII Programm des k.k. Staatsgymnasium zu Klagenfurt 1882.
- Katja Sturm-Schnabl: Kulturno življenje v fari Št. Tomaž od začetka 20. stoletja do nemške okupacije. V: Koroški koledar 2009, Drava, Klagenfurt/Celovec 2008, S. 139-156.
- Katja Sturm-Schnabl, Slovensko narečje v funkciji komunikacijskega sredstva za tuje prisilne delavce v letih 1938 – 1945 v političnem okraju Celovec. Dokumentacija o slovenskem življu do druge svetovne vojne. V: Obdobja 26 – Metode in zvrsti. Slovenska narečja med sistemom in rabo. Ljubljana 2009, 371 – 391.
- M. Mitrović: Geschichte der slowenischen Literatur, Von den Anfängen bis zur Gegenwart, Aus dem Serbokroatischen übersetzt, redaktionell bearbeitet und mit ausgewählten Lemmata und Anmerkungen ergänzt von Katja Sturm-Schnabl, Hermagoras, Klagenfurt / Celovec 2001.
- K. Sturm-Schnabl, Die slovenischen Mundarten und Mundartreste im Klagenfurter Becken : Phil. Diss. Wien : [S. K. Sturm-Schnabl], 1973, 287 S.
- Pavel Zdovc, Slovenska krajevna imena na avstrijskem Koroškem, razširjena izdaja. Sie slowenischen Ortsnamen in Kärnten, erweiterte Auflage, Slovenska akademija znanosti in umetnosti, Razred za filološke in literarne vede, Ljubljana 2010, ISSN 0560-2920.

## références
1. ↑  « Einwohnerzahl 1.1.2018 nach Gemeinden mit Status, Gebietsstand 1.1.2018 », Statistik Austria (en) (consulté le 9 mars 2019)
2. ↑  d‘après Pavel Zdovc : Slovenska krajevna imena na avstrijskem Koroškem, razširjena izdaja. Die slowenischen Ortsnamen in Kärnten, édité par: Slovenska akademija znanosti in umetnosti, Razred za filološke in literarne vede, Ljubljana 2010, ISSN 0560-2920.
3. ↑  Statistik Austria, Registerzählung vom 31. Oktober 2011
4. ↑  d’après: Wilhelm Wadl: Magdalensberg: Natur – Geschichte – Gegenwart. Gemeindechronik. Verlag Johannes Heyn, Klagenfurt 1995,  (ISBN 3-85366-812-7), p. 59 et suivantes.
5. ↑  Recensement 1910: http://www.omm1910.hu/?/en/databank
6. ↑  Aufwertung zu Marktmeinden (kleinezeitung.at, 19. juillet 2013)
7. ↑  Vgl.: Liste der Pfarren im Dekanat Tainach/Tinje
8. ↑  Johann Scheinigg : Die Assimilation im Rosenthaler Dialekt, Ein Beitrag zur Kärntner-Slovenischen Dialektforschung. Erschienen in XXXII Programm des k.k. Staatsgymn zu Klagenfurt 1882.
9. ↑  Katja Sturm-Schnabl, Die slowenischen Mundarten und Mundartreste im Klagenfurter Becken, phil. Diss, Wien 1973, 287 S.(Zitat Seite 33).
10. ↑  Stefan Singer: Kultur- und Kirchengeschichte des Dekanates Tainach. Klagenfurt/Celovec [e.a.] 1995.
11. ↑  Odilo Hajnšek: Marijine božje poti. v Celovcu 1971